# Korotkevitschia pelagica
Korotkevitschia pelagica är en djurart som tillhör fylumet slemmaskar, och som först beskrevs av Korotkevich 1961.  Korotkevitschia pelagica ingår i släktet Korotkevitschia och familjen Cratenemertidae. Inga underarter finns listade i Catalogue of Life.